# Дейви-Фицпатрик, Шеймус
Шеймус Лиам Дейви-Фицпатрик (англ. Seamus Liam Davey-Fitzpatrick; род. 29 декабря 1998, Нью-Йорк, Нью-Йорк) — американский актёр.

## Ранние годы
Шеймус Лиам Дейви-Фицпатрик родился 29 декабря 1998 года в Нью-Йорке, США. Вскоре семья переехала в Ист-Стродсбург в Пенсильвании. Его отец — актёр Джеймс Фицпатрик, а мать — актриса Марти Дейви.

## Карьера
Шеймус дебютировал в кино в 2003 году. Он снимался в рекламных роликах для Marriott International и в рекламе витаминов Flintstone, а также появился в эпизоде телесериала «Секс в большом городе». В 2006 году он получил премию «Fangoria Chainsaw Awards», а в 2007 году был номинирован на премию «Молодой актёр» за роль Дэмиена в фильме «Омен».
Во время съёмок фильма «Омен» Дэви-Фицпатрику никогда не говорили, что его персонаж должен стать сыном дьявола; Джулия Стайлз объяснила это тем, что создатели фильма думали, что «он был слишком молод, чтобы понять роль».
Дэви-Фицпатрик выступал вместе со своими родителями в 2007 году в короткометражном фильме «Лотерея», одиннадцатиминутная адаптация рассказа «Лотерея» Шерли Джексона. В марте 2007 года он снялся в мыльной опере «Направляющий свет». Шеймус также работал с Робертом Де Ниро в фильме «Всё путём», который был выпущен в 2009 году. Он также снимался на телевидении: «Закон и порядок: Преступное намерение», «Схватка», «Братья Доннелли», «Жизнь на Марсе», «Короли», «Тушите свет», «В поле зрения».

## Фильмография
| Год       |     | Русское название                      | Оригинальное название                               | Роль                      |
| --------- | --- | ------------------------------------- | --------------------------------------------------- | ------------------------- |
| 2003      | кор | Папье-маше                            | The Paper Mache Chase                               | Уильям                    |
| 2003      | с   | Секс в большом городе                 | Sex and the City                                    | поющий малыш              |
| 2006      | ф   | Омен                                  | The Omen                                            | Дэмиен Торн               |
| 2006      | ф   | Закон и порядок: Преступное намерение | Law & Order: Criminal Intent                        | Генри Копленд             |
| 2007—2013 | с   | Закон и порядок: Специальный корпус   | Law & Order: Special Victims Unit                   | Томми Трюкс/Уэйн Рэндольф |
| 2007      | кор | Лотерея                               | The Lottery                                         | Дэви Хатчинсон            |
| 2007      | с   | Братья Доннелли                       | The Black Donnellys                                 | Мэттью                    |
| 2007—2008 | с   | Направляющий свет                     | The Guiding Light                                   | Уилл Уинслоу              |
| 2008      | кор | О мой капитан!                        | Oh My Captain!                                      | Эндрю                     |
| 2008      | с   | Жизнь на Марсе                        | Life on Mars                                        | юный Колин                |
| 2009      | с   | Короли                                | Kings                                               | Кори                      |
| 2009      | ф   | Всё путём                             | Everybody's Fine                                    | юный Роберт               |
| 2010      | с   | Схватка                               | Damages                                             | Кевин Тобин               |
| 2011      | ф   | Ключевая фигура                       | The Key Man                                         | Сэм                       |
| 2011      | с   | Тушите свет                           | Lights Out                                          | Дилан                     |
| 2011      | с   | В поле зрения                         | Person of Interest                                  | Сэмюэл Гейтс младший      |
| 2012      | ф   | Королевство полной луны               | Moonrise Kingdom                                    | Рузвельт                  |
| 2013      | ф   | Перед полуночью                       | Before Midnight                                     | Хэнк                      |
| 2013      | ф   | Северные границы                      | Northern Borders                                    | Остин Киттридж III        |
| 2013      | кор | Болезнь                               | Illness                                             | мальчик-аутист            |
| 2013      | ф   | Желаю вам всего хорошего              | Wish You Well                                       | Даймонд Скиннер           |
| 2014      | ф   | Самая длинная неделя                  | The Longest Week                                    | юный Конрад               |
| 2015      | ф   | Жертвуя пешкой                        | Pawn Sacrifice                                      | юный Бобби Фишер          |
| 2015      | ф   | Не отпускай                           | No Letting Go                                       | Кайл (14 лет)             |
| 2015      | кор | После школы                           | After School                                        | Джей                      |
| 2015      | ф   | Фантастические приключения Макса      | Max's Fantastic Adventures - The Well of Lost Souls | Натаниэль                 |
| 2017      | ф   | Ужин                                  | The Dinner                                          | Рик Ломан                 |
| 2017      | с   | Булл                                  | Bull                                                | Сэм Уолен                 |
| 2018      | с   | Голубая кровь                         | Blue Bloods                                         | Тревор Томпсон            |
| 2019      | кор | Дом с привидениями                    | Haunted Houses                                      | Хим                       |
| 2020      | кор | Преодоление                           | Overcome                                            | Джон Спокан               |
| 2020      | кор | Слон в комнате                        | The Elephant in the Room                            | Лиам                      |